# Vương quốc Brasil
Vương quốc Brasil (tiếng Bồ Đào Nha: Reino do Brasil) là một vương quốc nằm trong khối Vương quốc Liên hiệp Bồ Đào Nha, Brasil và Algarves.

## Thành lập

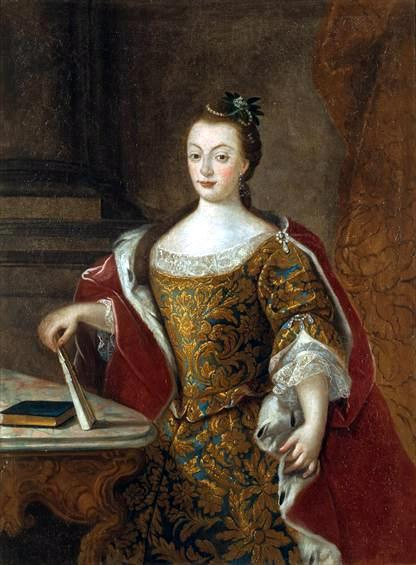
Nữ hoàng Maria I của Vương quốc Liên hiệp Bồ Đào Nha, Brasil và Algarves, là vị vua đầu tiên của Vương quốc Brasil.

Sư tồn tại hợp pháp của Vương quốc Brasil được tạo ra từ đạo luật của Nhiếp chính vương John của Bồ Đào Nha, Hoàng tử Brasil, Công tước xứ Braganza nhân danh mẹ mình là Nữ hoàng Maria I của Bồ Đào Nha vào ngày 16 tháng 12 năm 1815, giúp nâng Bang Brasil lên vị thế của một vương quốc trong khối Vương quốc Liên hiệp Bồ Đào Nha, Brasil và Algarves.
Theo một sắc lệnh được ban hành ngày 22 tháng 4 năm 1821 trước khi rời Brasil đến Bồ Đào Nha vua John VI đã bổ nhiệm đứa con trai đầu lòng và người thừa kế của ông là Hoàng tử Pedro de Alcantara, Hoàng thái tử Vương quốc Liên hiệp làm nhiếp chính của Vương quốc Brasil với quyền hạn được ủy thác để thực hiện "chính phủ chung và quản lý toàn bộ Vương quốc Brasil" như nhà vua đã nắm giữ, vì vậy đã công nhận Vương quốc Brasil là một chính quyền phân cấp trong Vương quốc Liên hiệp.

## Hủy bỏ

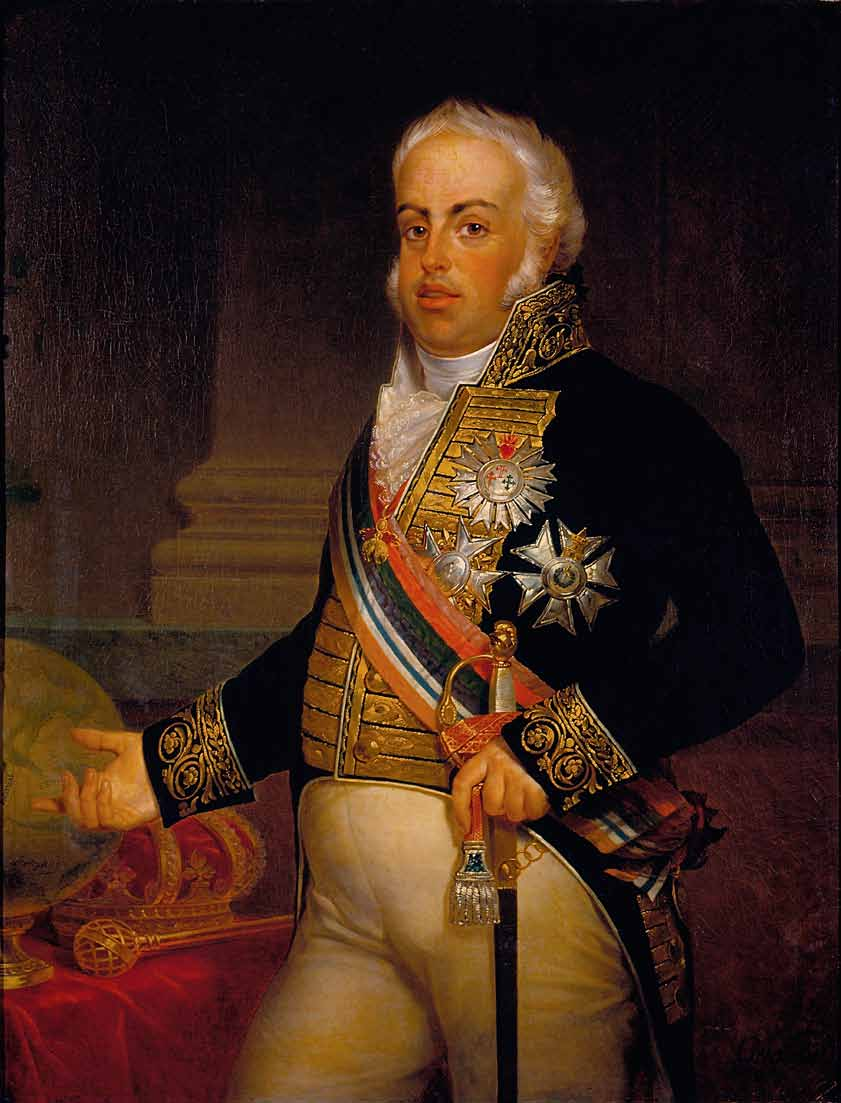
Vua John VI của Vương quốc Liên hiệp Bồ Đào Nha, Brasil và Algarves và là vị vua cuối cùng của Vương quốc Brasil.

Ngày 7 tháng 9 năm 1822, Hoàng tử Pedro, Hoàng thái tử của Vương quốc Liên hiệp Bồ Đào Nha, Brasil và Algarves, Nhiếp chính Brasil đã tuyên bố Brasil độc lập. Ngày 12 tháng 10 năm 1822, Hoàng tử Pedro trở thành vị Hoàng đế đầu tiên của một quốc gia mới độc lập, do đó sáng lập ra Đế quốc Brasil. Sự độc lập của Brasil chỉ được công nhận khi Hiệp ước Rio de Janeiro được ký kết vào năm 1825, theo đó thì Vương quốc Brasil nằm trong khối Vương quốc Liên hiệp Bồ Đào Nha, Brasil và Algarves lớn hơn đã chính thức giải thể và nền độc lập của Brasil mới được sự công nhận của Vương quốc Bồ Đào Nha.
Theo một trong các điều khoản của Hiệp ước Rio de Janeiro, vua João VI của Bồ Đào Nha và Algarves, trước đây là vua John VI của Vương quốc Liên hiệp Bồ Đào Nha, Brasil và Algarves đã được ban tước vị danh nghĩa là Hoàng đế Brasil và do vậy cho phép ông giữ lại danh hiệu này cho đến khi qua đời vào năm 1826.